# Kościół św. Jana Chrzciciela w Chodowie
Kościół św. Jana Chrzciciela – zabytkowy rzymskokatolicki kościół, znajdujący się w Chodowie, w województwie małopolskim, w powiecie miechowskim, w gminie Charsznica.

## Historia

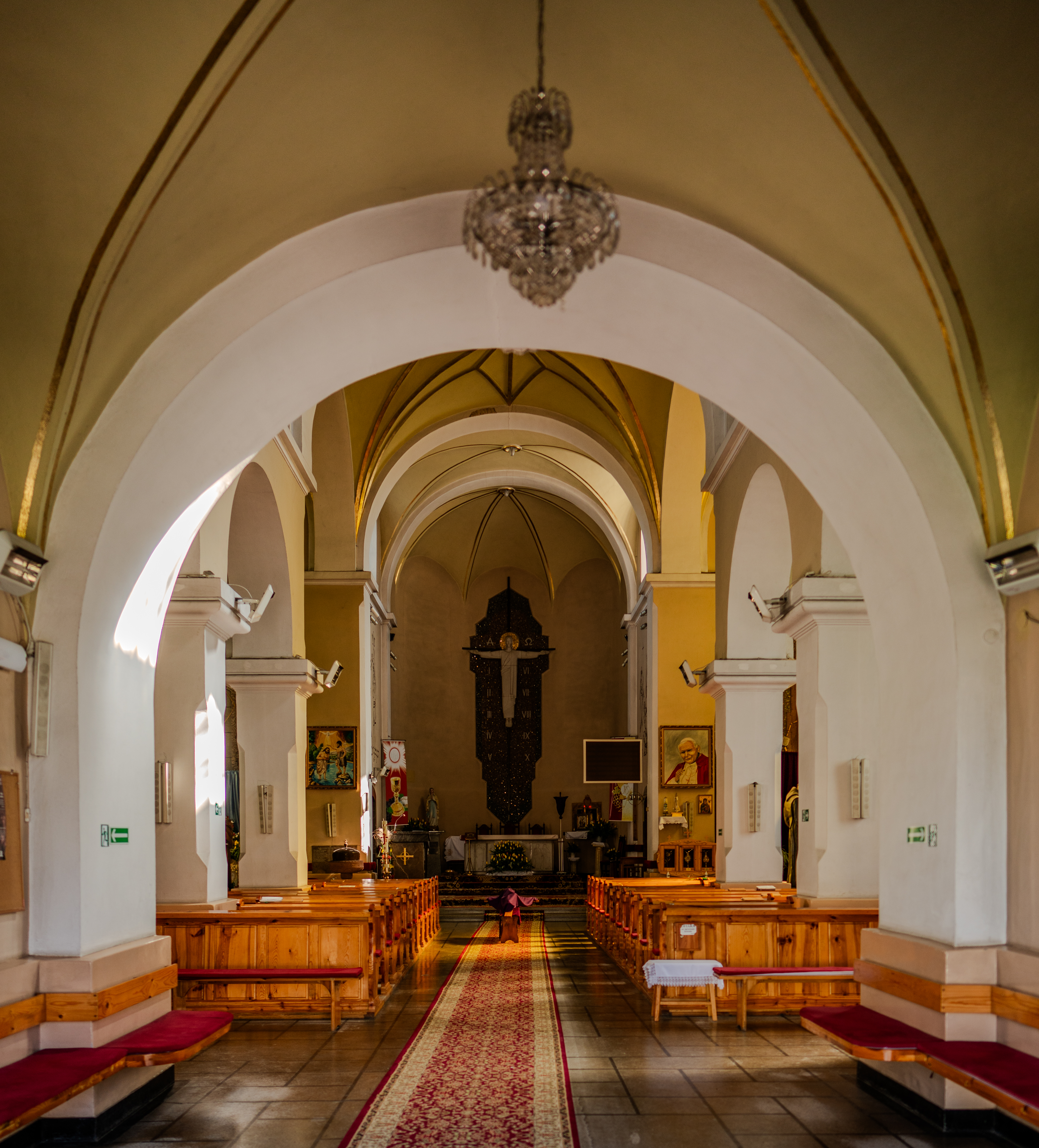
Wnętrze

Drewnianymi kościołami znajdującymi się na miejscu obecnej świątyni opiekował się pierwotnie zakon bożogrobców z klasztoru w Miechowie, który prowadził w Chodowie duszpasterstwo w latach 1404–1819. 24 grudnia 1931 roku drewniany kościółek spłonął w wyniku pożaru. Obecny kościół został wybudowany w latach 1932–1936, według projektu Jana Sas-Zubrzyckiego. Wieże wykończono w latach 70. XX wieku. Świątynia znajduje się na tzw. Małopolskim Szlaku Bożogrobców.

## Architektura
Budynek jest orientowany, bazylikowy, trójnawowy, z transeptem. Wewnątrz zastosowano uproszczone sklepienia klasztorne i sklepienia piastowskie. W wieżę w fasadzie wkomponowany jest kamienny, nietynkowany, pozbawiony ornamentyki portal. Apsyda w prezbiterium od wewnątrz jest zamknięta półkoliście, na zewnątrz trójbocznie. Budynek jest wzmocniony przyporami.
Kościół w Chodowie jest ostatnim zrealizowanym projektem Jana Sas-Zubrzyckiego. Architekt wprowadził element słowiański: motyw serca w maswerku w oknach transeptu. W trakcie budowy, po śmierci architekta zmieniono profil bani na wieży i kształt sygnaturki oraz kontur szczytów transeptu. Dobudowano też drugą wieżę na chór.